# Francis R. Shunk
Francis Rawn Shunk, född 7 augusti 1788 i Trappe i Pennsylvania, död 20 juli 1848 i Harrisburg i Pennsylvania, var en amerikansk demokratisk politiker. Han var Pennsylvanias guvernör 1845–1848. 
Shunk deltog i 1812 års krig, studerade juridik och inledde 1816 sin karriär som advokat i Pennsylvania. Shunk efterträdde 1839 Thomas H. Burrowes som delstatens statssekreterare och efterträddes 1842 av Anson V. Parsons. År 1845 efterträdde han David R. Porter som Pennsylvanias guvernör och efterträddes 1848 av William F. Johnston. Shunk avled senare samma år och gravsattes i Trappe.